# Darnick
Darnick ist eine Ortschaft in der schottischen Council Area Scottish Borders beziehungsweise in der traditionellen Grafschaft Roxburghshire. Sie liegt zwischen den Kleinstädten Tweedbank und Melrose am rechten Ufer des Tweed.

## Geschichte
Am Standort gruppierten sich einst drei Peel Tower. Von diesen ist der Darnick Tower im heutigen Ortszentrum erhalten. Das Tower House geht auf einen Wehrturm der Familie Heiton zurück, das um 1425 erbaut wurde. Englische Truppen schleiften das Gebäude im Jahre 1545. In der Folge wurde das Tower House neu aufgebaut.
Im Jahre 1871 lebten 435 Personen in Darnick.

## Verkehr
Direkt südlich passiert die A6091, welche die Ortschaften zwischen Galashiels und Newtown St Boswells miteinander verbindet. Im Westen ist innerhalb weniger Kilometer die A7, im Osten die A68 erreichbar. Darnick lag an der Waverley Line, besaß jedoch keinen eigenen Bahnhof. Der nächstgelegene Bahnhof der in den 1960er Jahren geschlossenen Strecke war in Melrose. Mit der Wiederaufnahme einer Teilstrecke als Borders Railway wurde im benachbarten Tweedbank der Endbahnhof der Strecke erbaut.